# سكوت مور
سكوت مور (بالإنجليزية: Scott Moore)‏ هو لاعب كرة قاعدة أمريكي، ولد في 17 نوفمبر 1983 في لونغ بيتش في الولايات المتحدة.

## وصلات خارجية
- سكوت مور على موقع دوري كرة القاعدة الرئيسي (الإنجليزية)
- سكوت مور على موقعبيزبول رفرنس.كوم (الدوري الرئيسي) (الإنجليزية)
- سكوت مور على موقعبيزبول رفرنس.كوم (الدوري الثانوي) (الإنجليزية)
- سكوت مور على موقع إي إس بي إن.كوم (أم.أل.بي) (الإنجليزية)
- سكوت مور على موقع مشجعي الرسوم البيانية (الإنجليزية)